# Akinori Iwamura
Akinori "Aki" Iwamura (Ehime, 9 de febrero de 1979) es un beisbolista japonés. Juega para Tohoku Rakuten Golden Eagles de la Liga Japonesa de Béisbol Profesional y su posición habitual es segunda base.

## Trayectoria

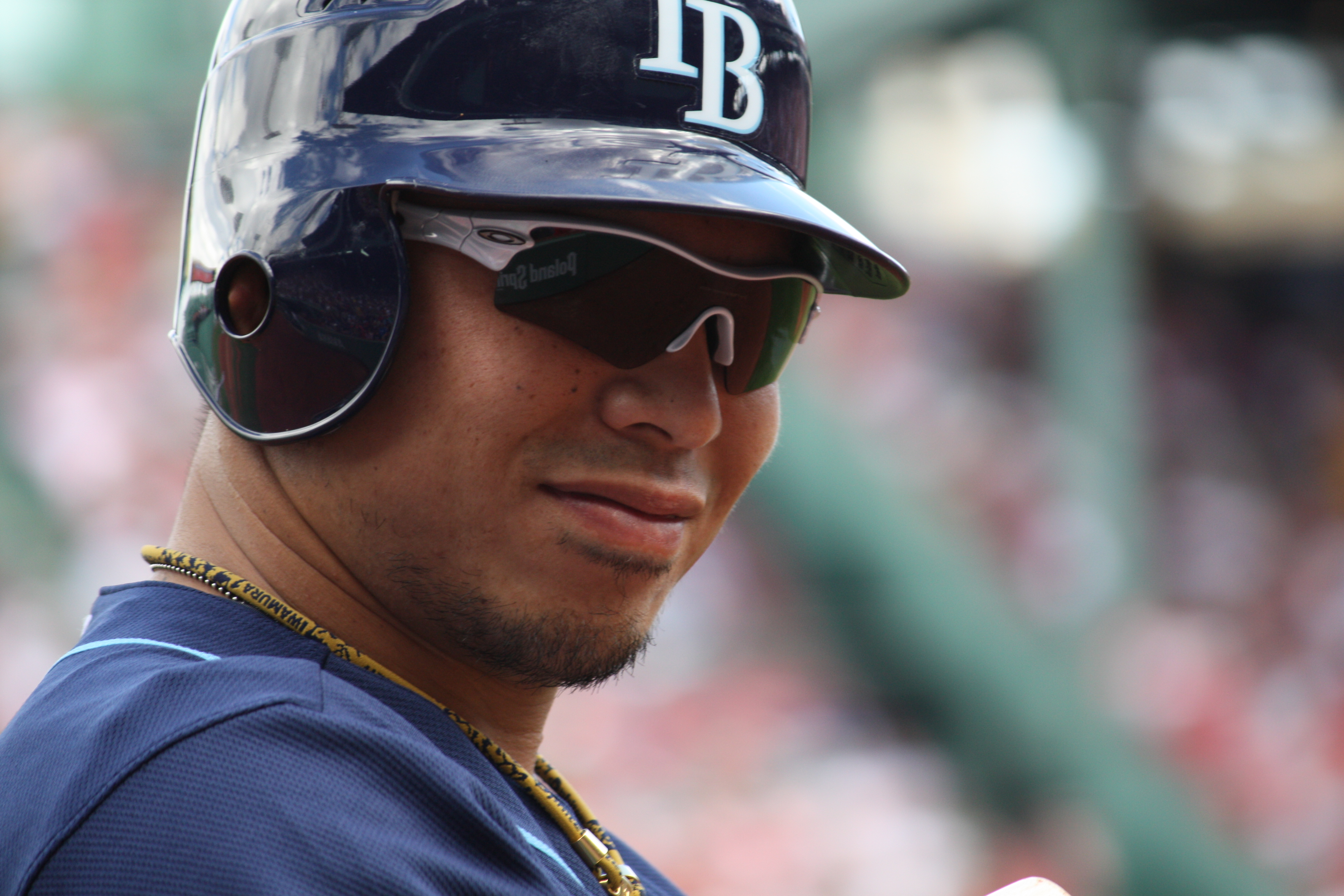
Akinori Iwamura, 2009.

Proveniente del equipo Yakult Swallows de la Liga Japonesa de Béisbol Profesional, debutó en las mayores con Tampa Bay Rays el año 2007 con un promedio de bateo de .285 en 123 juegos. En 2007 logró el segundo mejor número de triples en la Liga Americana (10) y el siguiente año arribó a la Serie Mundial. Tras su breve paso en 2010 por Pittsburgh Pirates y Oakland Athletics, Iwamura es "cortado" y regresa a la NPB.